# Steinreihe von Bringuerault

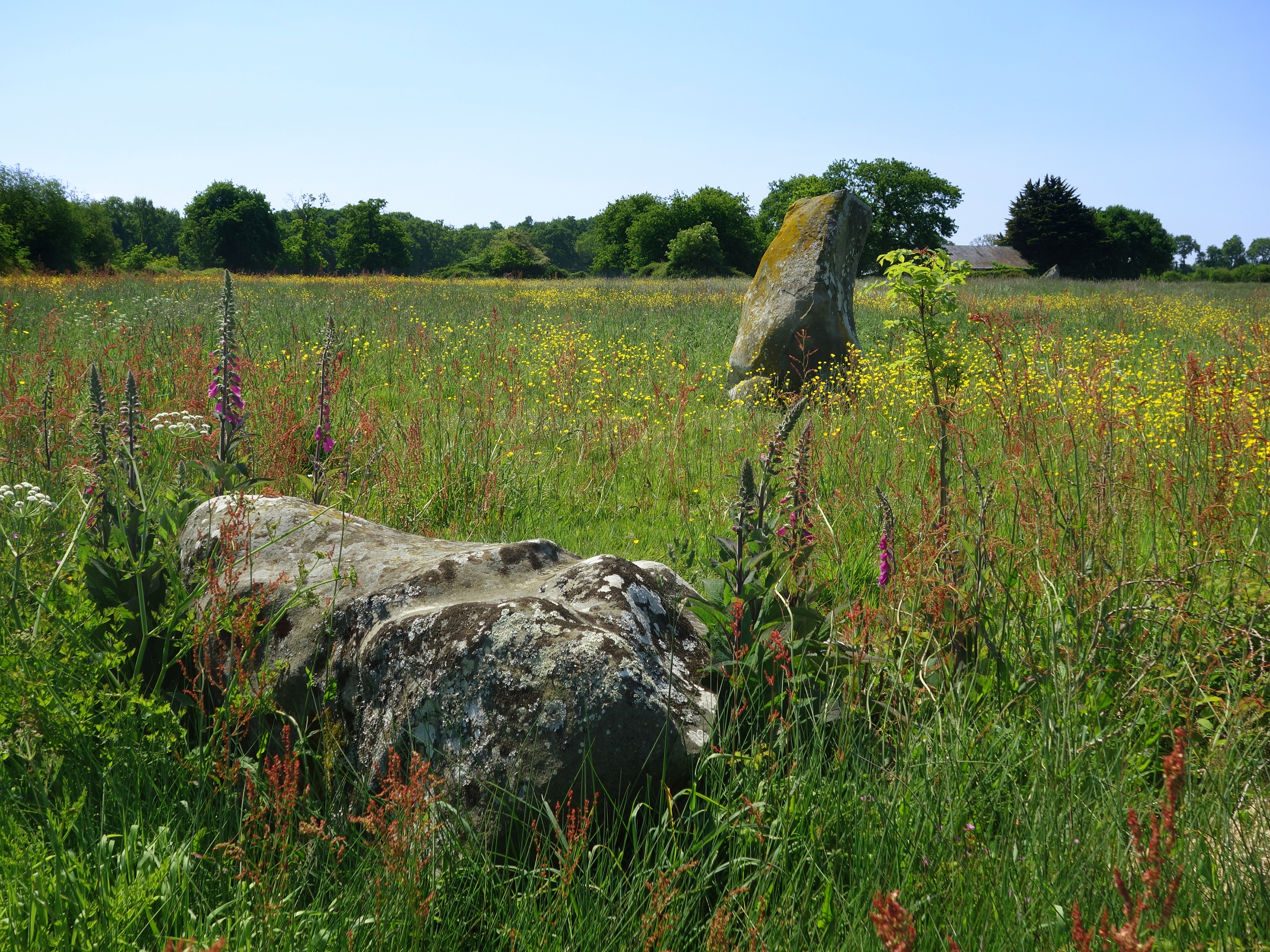
Steinreihe von Bringuerault

Die Steinreihe von Bringuerault (französisch Alignement de menhirs de Bringuerault) ist eine Steinreihe aus drei Menhiren südöstlich von Hédé-Bazouges (ehemals Bazouges-sous-Hédé) im Département Ille-et-Vilaine in der Bretagne in Frankreich.
Die Ausrichtung bestand früher aus fünf Menhiren aus Dolerit. Die Steine Nr. 4 und 5, die sich einige Meter westlich von Nr. 1 befanden, sind heute verschwunden.
- Menhir 1 ist pyramidal, etwa 3,2 m hoch und an der Basis 1,5 m breit und 0,9 m dick.
- Menhir 2 ist polyedrisch, etwa 2,17 m hoch 1,5 m breit und 1,0 m dick und hat eine gerundete Spitze.
- Menhir 3 ist polyedrisch, etwa 2,0 m hoch 1,45 m breit und 0,9 m dick. Oben ist ein V eingraviert.

Der Abstand zwischen Nr. 1 und 2 beträgt etwa 8,4 m und zwischen Nr. 2 und 3. etwa 90,4 m. Mehrere Steine, deren Höhe zwischen 0,2 m und 0,8 m variiert, liegen zwischen den Menhiren Nr. 2 und 3.

Steinreihe von Bringuerault
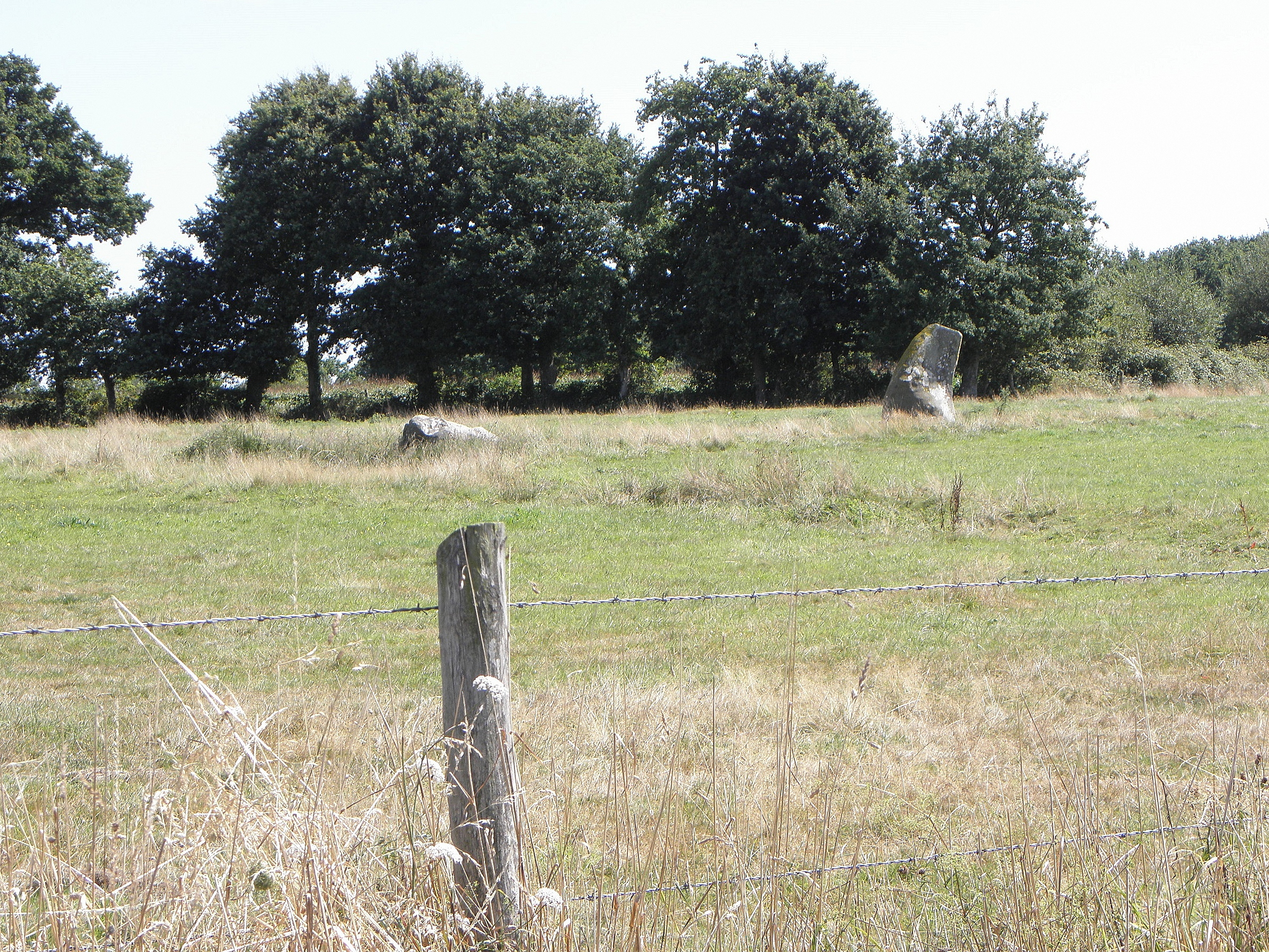
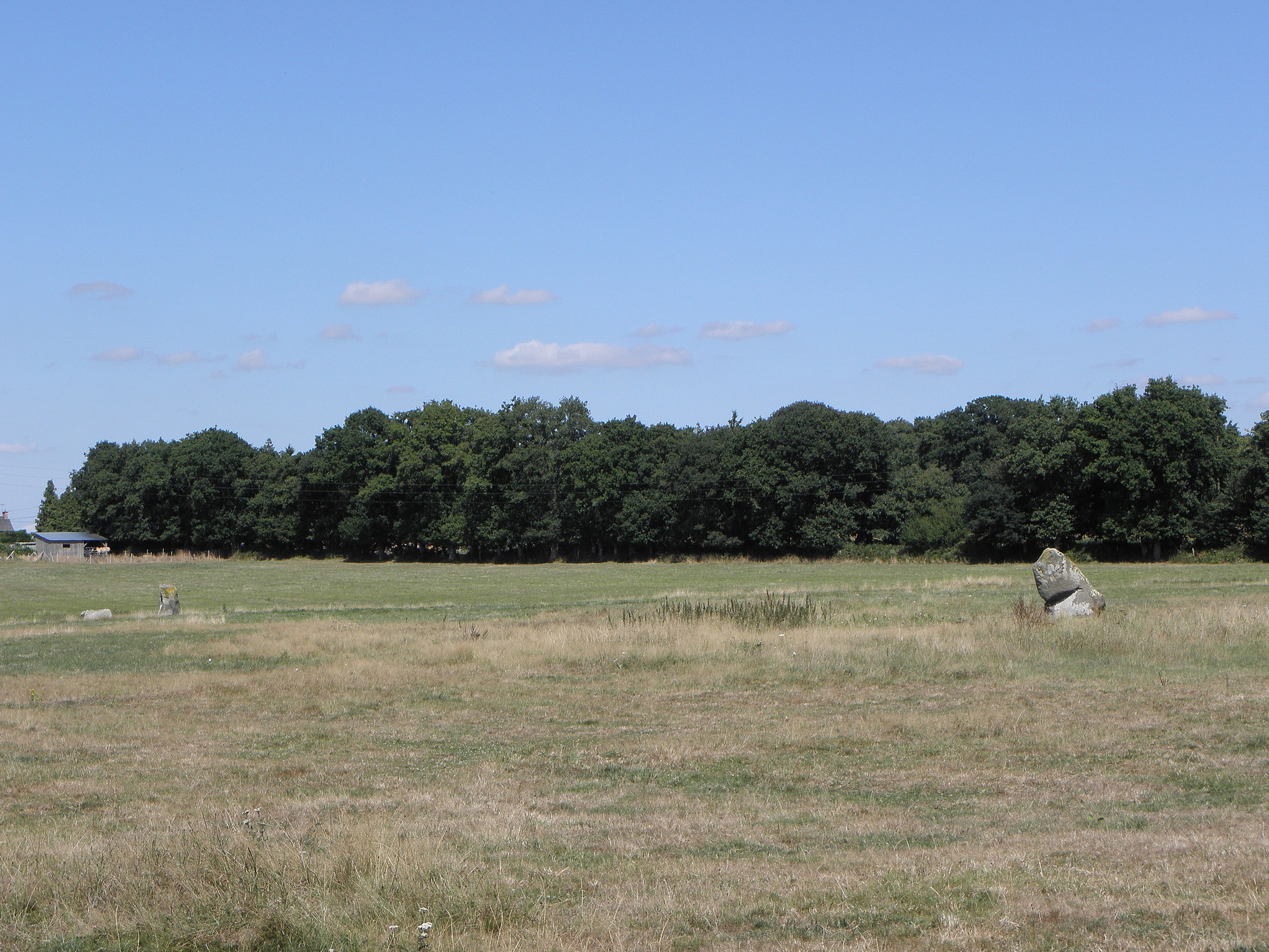
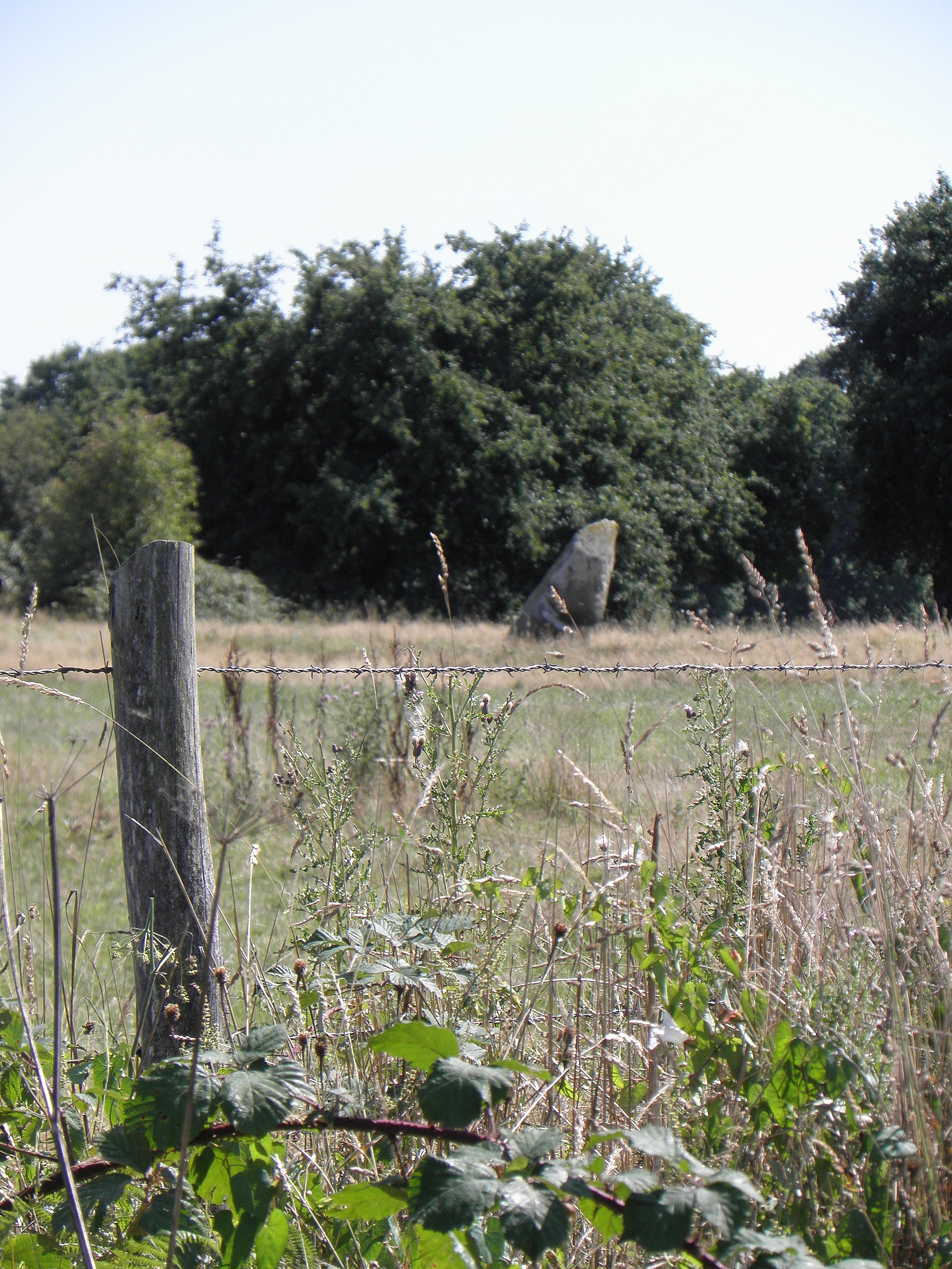
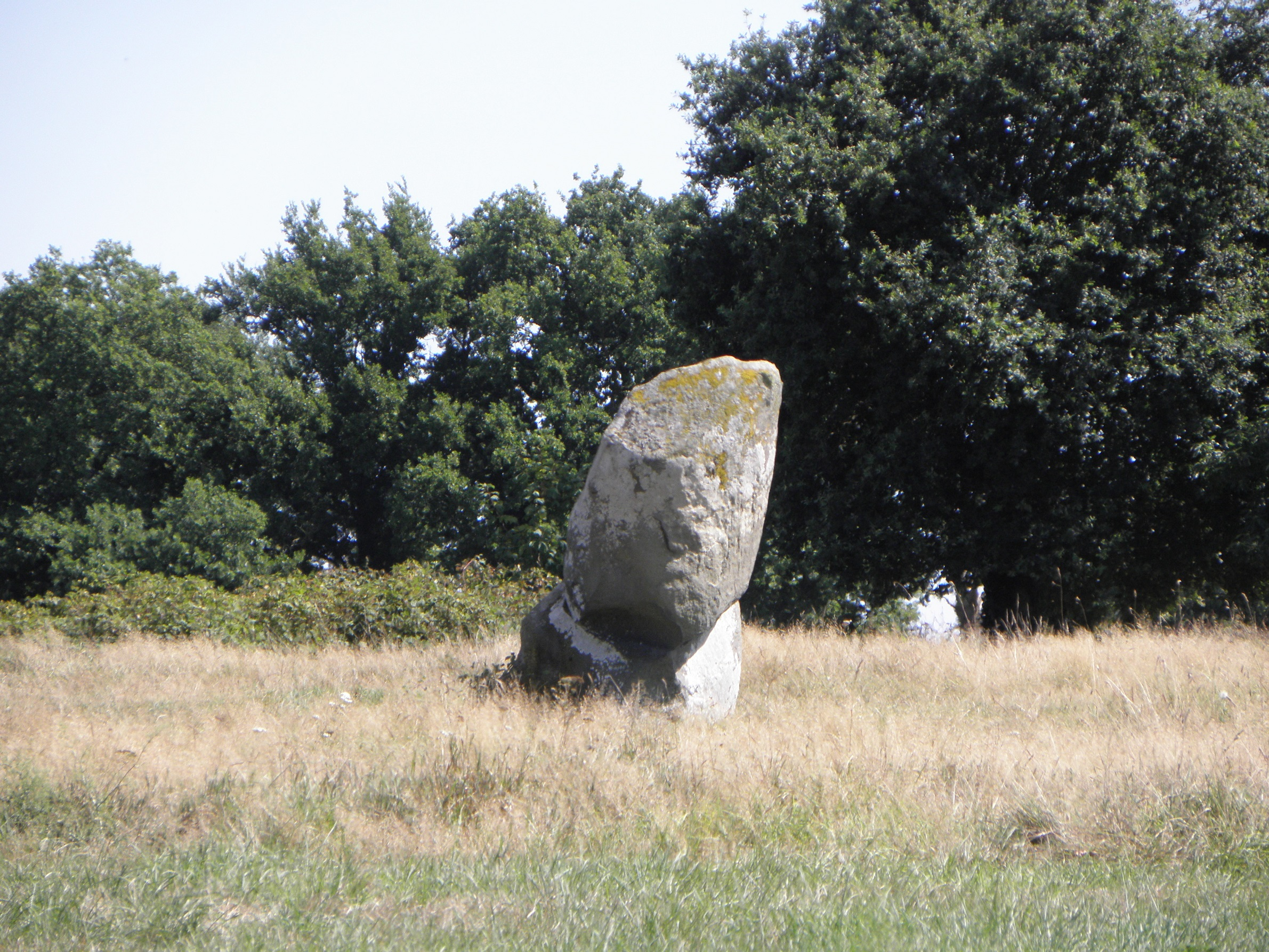

Die Steinreihe steht seit 1971 unter Denkmalschutz.